# アレクサンドラ・クルニッチ
アレクサンドラ・クルニッチ（Aleksandra Krunić, セルビア語: Александра Крунић, 1993年3月15日 - ）は、セルビアの女子プロテニス選手。ロシア・モスクワ出身。これまでにWTAツアーでシングルス1勝、ダブルス4勝を挙げている。自己最高ランキングはシングルス39位、ダブルス35位。身長163cm、体重53kg。右利き、バックハンド・ストロークは両手打ち。

## 来歴
7歳からテニスを始める。2008年にプロに転向。
4大大会では2013年全米オープンで予選を勝ち上がり初出場した。翌年の2014年全米オープンでも予選を勝ち上がり、2回戦で第27シードのマディソン・キーズを 7–6, 2–6, 7–5 、3回戦で第3シードのペトラ・クビトバを 6–4, 6–4 で破る殊勲を挙げ4回戦に進出した。4回戦では第16シードのビクトリア・アザレンカに 6–4, 4–6, 4–6 で敗れた。9月のタシケント大会のダブルスでカテリナ・シニアコバと組み優勝し初のWTAツアータイトルを獲得した。
2016年リオデジャネイロオリンピックで初めてのオリンピックに出場したがシングルス、ダブルスともに初戦で敗退した。
2017年全米オープンでは1回戦で第7シードのジョアンナ・コンタに勝利し3回戦まで進出した。9月のジャパン女子オープンテニスでは1回戦で引退を発表していた伊達公子に 6–0, 6–0 で完勝し伊達の現役最後の対戦相手になった。広州大会ではシングルス初の決勝に進出し張帥に 2–6, 6–3, 2–6 で敗れて準優勝となった。
2018年6月のスヘルトーヘンボス大会の決勝でキルステン・フリプケンスを 6–7(0), 7–5, 6–1 で破りシングルスWTAツアー初優勝を果たした。

## WTAツアー決勝進出結果

### シングルス: 2回 (1勝1敗)
| 大会グレード                  |
| ----------------------------- |
| グランドスラム (0–0)          |
| WTAファイナルズ (0–0)         |
| プレミア・マンダトリー (0–0)  |
| プレミア5 (0-0)               |
| WTAエリート・トロフィー (0-0) |
| プレミア (0–0)                |
| インターナショナル (1–1)      |

| 結果   | No. | 決勝日        | 大会               | サーフェス | 対戦相手                 | スコア           |
| ------ | --- | ------------- | ------------------ | ---------- | ------------------------ | ---------------- |
| 準優勝 | 1.  | 2017年9月23日 | 広州               | ハード     | 張帥                     | 2–6, 6–3, 2–6    |
| 優勝   | 1.  | 2018年6月17日 | スヘルトーヘンボス | 芝         | キルステン・フリプケンス | 6–7(0), 7–5, 6–1 |

### ダブルス: 6回 (4勝2敗)
| 結果   | No. | 決勝日        | 大会               | サーフェス | パートナー           | 対戦相手                                        | スコア              |
| ------ | --- | ------------- | ------------------ | ---------- | -------------------- | ----------------------------------------------- | ------------------- |
| 準優勝 | 1.  | 2013年7月28日 | バクー             | ハード     | エレニ・ダニリドゥ   | イリナ・ブリャコク オクサナ・カラシュニコワ     | 6–4, 6–7(3), [4–10] |
| 優勝   | 1.  | 2014年9月13日 | タシケント         | ハード     | カテリナ・シニアコバ | マルガリタ・ガスパリアン アレクサンドラ・パノワ | 6–2, 6–1            |
| 優勝   | 2.  | 2016年4月29日 | ラバト             | クレー     | クセーニャ・クノル   | タチアナ・マリア ラルカ・オラル                 | 6–3, 6–0            |
| 準優勝 | 2.  | 2016年6月12日 | スヘルトーヘンボス | 芝         | クセーニャ・クノル   | オクサナ・カラシニコワ ヤロスラワ・シュウェドワ | 1–6, 1–6            |
| 優勝   | 3.  | 2019年1月12日 | シドニー           | ハード     | カテリナ・シニアコバ | 穂積絵莉 アリシア・ロソルスカ                   | 6–1, 7–6(3)         |
| 優勝   | 4.  | 2019年6月16日 | スヘルトーヘンボス | 芝         | 青山修子             | レスレイ・ケルクホーフェ ビビアン・スクーフス   | 7–5, 6–3            |

## 4大大会シングルス成績
略語の説明
| W | F | SF | QF | #R | RR | Q# | LQ | A | Z# | PO | G | S | B | NMS | P | NH |

W=優勝, F=準優勝, SF=ベスト4, QF=ベスト8, #R=#回戦敗退, RR=ラウンドロビン敗退, Q#=予選#回戦敗退, LQ=予選敗退, A=大会不参加, Z#=デビスカップ/BJKカップ地域ゾーン, PO=デビスカップ/BJKカッププレーオフ, G=オリンピック金メダル, S=オリンピック銀メダル, B=オリンピック銅メダル, NMS=マスターズシリーズから降格, P=開催延期, NH=開催なし.
| 大会           | 2011 | 2012 | 2013 | 2014 | 2015 | 2016 | 2017 | 2018 | 2019 | 2020 | 通算成績 |
| -------------- | ---- | ---- | ---- | ---- | ---- | ---- | ---- | ---- | ---- | ---- | -------- |
| 全豪オープン   | A    | LQ   | LQ   | LQ   | 1R   | 1R   | LQ   | 1R   | 2R   | LQ   | 1–4      |
| 全仏オープン   | A    | LQ   | LQ   | LQ   | 1R   | LQ   | LQ   | 1R   | 2R   |      | 1–3      |
| ウィンブルドン | LQ   | A    | A    | LQ   | 3R   | 1R   | LQ   | 1R   | 1R   |      | 2–4      |
| 全米オープン   | LQ   | LQ   | 1R   | 4R   | 1R   | 1R   | 3R   | 3R   | 1R   |      | 7–7      |